# 코르제티
코르제티(이탈리아어: corzetti, 단수: corzetto 코르제토[*])는 이탈리아의 파스타이다. 쿠르제티(리구리아어: corzétti, 단수: corzétto 쿠르제투) 또는 크루제티(리구리아어: croxétti, 단수: croxétto 크루제투)로도 부른다. 북서부 이탈리아에서 나타나는 리구리아 주의 전형적인 요리로 생파스타의 일종이다. 피에몬트 주와 맞닿아 있는 노비 리구레 지역의 향토 음식이기도 하다. 다른 리구리아식 파스타로는 크루제티가 있다.
코르제티에는 두 종류가 있다. 제노바 지역의 협곡에서 유래한 파스타를 발 폴케베라라고 부르며 다른 곳에서 나타나는 파스타인 curzetti stampae는 면을 바짝 압축시켰거나 찍은 형태이다. 작고 얇아 둥그런 형태를 띠었으며 손으로 장식틀을 이용해 파스타 자체에 무늬를 새길 수 있다. 파스타에 무늬를 찍는 행위는 단순히 미적 감각일 뿐 아니라 소스를 잘 베어들게 하는 효과가 있다. 제노바의 오랜 파스타 가게에는 여전히 수제 코르제티를 내놓으며 여러 전통 방식을 이용하여 제조에 사용하고 있다.
크루제티는 파스타 표면에 메달처럼 돋을새김을 하여 조리하는 동전 모양의 파스타이다. 손이나 기계로 독특한 문양을 찍어 넓적하게 만들어진 특이한 파스타다.

## 유래와 역사
리구리아 주에서 유래한 크루제티는 프랑스 국경 지방과 북부 이탈리아 지방에서 중세 때 유래했다. 과거 지역 농민들이 만들어 먹었으며 귀족 가문에서는 부와 아름다움을 가미하는 요소로 크루제티를 사용했다.

## 형태
제노바 지역에서도 소규모로 여전히 생산되는 크루제티는 약 4cm 정도의 직경이며 만들어진 파스타를 꾹 눌러서 동그랗게 만든 다음 잘라 위에 독특한 문양을 새긴다. 주조형이나 자르는 형태에 따라서도 그 모양이 달라지고 동판을 사용하기도 한다. 손이나 기계로 작업하며 여러 정교한 작업이 가능하다. 여러 형태를 새기기 때문에 튀어나온 부분과 들어간 부분이 생겨서 소스를 쓸 경우 향과 맛이 좋아진다.
양면 모두에 무늬를 새기며 한쪽에 아주 자세한 디자인을 쓰면 반대쪽은 간단한 디자인을 쓴다. 과거에는 한 쪽에 가문의 문장을 새겼지만 요즘에는 메이커의 엠플럼이나 지역의 상징을 새겨 표시한다. 전형적인 푯는 지역 특산물인 과일이나 해산물 등이기도 하며 항해하는 선박이나 건물, 일몰, 야자수 등도 해당된다 결혼식에서도 널리 사용되며 집에서 만들어 먹기 위해 주조 제조자들이 맞춤 제작을 하기도 한다.
크루제티는 간단히 고기나 버섯소스, 페스토, 나무 열매나 호두 소스, 가벼운 크림소스를 사용한다. 허브를 가미하여 기름이나 버터를 뿌려 먹기도 한다.

## 준비
파스타 도우는 밀가루, 물, 소금을 사용하며 달걀이나 백포도주를 약간 첨가하여 둥그렇게 말아올린다. 파스타를 잘라내서 압착시켜 눌르면 그 위에 무늬를 찍고 잠시 동안 마르도록 둔다. 소금물이 끓으면 이를 넣어서 데치고 호두나 버섯 소스를 드레싱으로 흩뿌려 조리한다. 페스토 소스를 넣기도 한다. 노비 지방에서는 버섯 소스와 소시지를 파스타 요리로 제공하는 방식이 흔하다.

## 사진

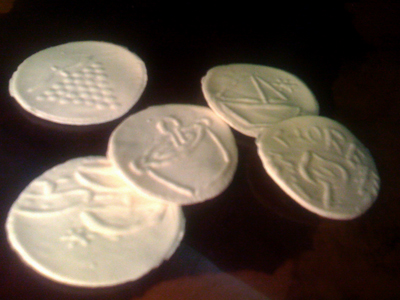
판매용 크루제티

## 참고 문헌
- “I prodotti tipici in Piemonte”. Piemondo.it. 2009년 10월 30일에 원본 문서에서 보존된 문서. 2011년 9월 16일에 확인함.